# Comércio recíproco
O comércio recíproco é uma forma de comércio de produtos ou serviços, através da permuta (troca), não utilizando numerário na transacção (dinheiro).
O comércio recíproco pode ser bilateral ou multilateral, existindo de forma paralela ou complementar ao sistemas monetários, na maioria dos países desenvolvidos, embora ainda de uma forma limitada.
O comércio recíproco pode por vezes chegar a substituir o sistema monetário em alturas de crises financeiras, ou quando a moeda está instável, ou com o seu valor reduzido.
O comércio recíproco é praticado entre particulares ou empresas informalmente, existindo também nos dias de hoje todo um sector profissional dedicado à conceptualização, organização e gestão de permutas entre empresas. Estas novas empresas gestoras de operações de comércio recíproco entre empresas actuam como entidades similares aos bancos nos sistemas monetários, mantendo as contas corrente dos seus clientes, creditando-as aquando de uma venda, ou debitando-a aquando de uma compra.
As empresas de gestão de permutas empresariais actuam também como criadoras de mercado, hoje especialmente através de plataformas informáticas que permitem às empresas permutar os seus produtos e serviços, online, bem como gerir todos os aspectos relacionados com a gestão da conta corrente, solicitar produtos ou serviços que não estejam disponíveis entre outras actividades.
Assim, o comércio recíproco moderno é hoje uma ferramenta sofisticada para ajudar os negócios a aumentarem a sua eficiência ao "criar valor" para a sua capacidade em excesso, ou para os seus inventários parados.
O sector profissional das organizações de gestão de permutas empresariais cresceu para uma indústria de 8 biliões de dólares por ano, em 2004, com milhares de empresas participantes.
O advento da internet e de sofisticadas bases de dados relacionais foram sem dúvida um factor de crescimento para a indústria.
Hoje, quase todos os países possuem pelo menos uma empresa de gestão de permutas empresariais, ou algum tipo de rede ou organização actuante no comércio recíproco.
Modelos de negócio complexos, baseados nas permutas, são hoje possíveis, com o advento das tecnologias da Web 2.0
O comércio recíproco beneficia as empresas e países que compreendem o benefício mútuo da permuta de bens e serviços, em complemento do recurso a numerário (dinheiro), e também permite às empresas com uma situação de tesouraria, ou orçamentos de marketing, reduzidos, obterem os bens e serviços que necessitam, por troca dos bens e serviços que disponibilizam no mercado.

## Empresas de gestão de permutas empresariais
As empresas de gestão de permutas empresariais são organizações comerciais que fornecem uma plataforma de comércio e registo de operações de permuta, para os seus clientes. As permutas são realizadas na plataforma, utilizando um método contabilístico que atribui um valor ao bem ou serviço trocado.
O comércio recíproco moderno evoluiu consideravelmente com a chegada destas entidades, e com a adopção de determinados modelos de negócio antes apenas pensados, e hoje possíveis, com o advento das modernas tecnologias, para um sistema eficaz que permite às empresas pelo mundo fora, aumentarem as vendas, reduzirem custos, colocarem os stocks no mercado, e rentabilizarem a capacidade de produção, taxas de ocupação, etc.
Estima-se que mais de 350,000 empresas só nos Estados Unidos, recorrem ao comércio recíproco. Hoje, algumas centenas de empresas de gestão de permutas empresariais servem praticamente todo o mundo.
Existem diversas oportunidades para empresários iniciarem o seu percurso no comércio recíproco.
A NATE e a IRTA são as duas entidades mais representativas, ao nível da organização e regulação da actividade. Ambas promovem códigos de ética para o sector, os quais são depois difundidos e aplicados pelos seus membros.
Ambas detêm um método contabilístico próprio para valoração dos bens e serviços, que permite também a rápida realização de permutas entre empresas que estão localizadas em diferentes países.
O primeiro sistema organizado de permutas entre empresas foi o Banco Suiço WIR. Foi fundado em 1934, como resultado da quebra do sector financeiro a seguir ao "crash" de 1929.
"WIR" é a abreviação da palavra "Wirtschaftsring" e da palavra "nós" em Alemão, lembrando aos participantes que a economia é ao fim ao cabo, uma comunidade. Apenas PME´S (pequenas e médias empresas) podem aderir ao WIR. O seu propósito é encorajar os membros a colocarem o seu poder de compra à disposição de todos os membros, e consequentemente providenciando a todos os membros um aumento no volume de vendas.

## Gestão de permutas empresariais "Corporate"
Nem todas as operações no comércio recíproco são passíveis de serem realizadas de forma automatizada, numa plataforma informáticas. Alguns negócios, de maior volume, ou mais complexos, envolvem um trabalho diferente por parte das empresas de gestão de permutas, bem como profissionais especialistas em determinadas áreas. Geralmente este tupo de operações envolvem empresas de media e publicidade como alavanca para estas transacções.

## Trocas na internet
As trocas na internet (swapping em Inglês) é a forma cada vez mais utilizada de os participantes de determinadas comunidades, por regra pessoas individuais, trocarem bens ou serviços de valor semelhante.
Nestes casos, o maior problema é a confiança, inerente ao meio utilizado, as plataformas de comércio electrónico. Como é que os consumidores poderão saber que irão receber exactamente o que adquiriram?
Apesar de o crescimento do comércio electrónico ter demonstrado que funciona, através do seu crescimento, não existe sempre uma garantia de satisfação neste tipo de transacções entre particulares.
As garantias de defesa contra a fraude são diminutas. Contudo, pode argumentar-se que quando uma pessoa faz uma troca tem menos razões para cometer fraude pois nenhuma das partes recebe numerário: ambas as partes recebem um bem ou um serviço que só posteriormente tem a possibilidade de ser convertido em moeda.

## Mercados de comércio recíproco
De acordo com a Associação de Comércio Recíproco Internacional (IRTA), mais de 400,000 empresas transaccionaram em 2008 mais de 10 biliões de dólares globalmente, com previsões, nesse ano, de um aumento de 15% no ano seguinte.
Em Portugal a RedeBarter (RedeBarter - Comércio Recíproco Multilateral), foi a primeira empresa Portuguesa de gestão de permutas empresariais, lançada em finais de 2009, com início de actividade em 2010. Não são conhecidos números sobre o comércio recíproco em Portugal mas em Espanha por exemplo, em particular na região da Catalunha, o mercado do comércio recíproco está cada vez mais desenvolvido.

## Implicações Ambientais
O comércio recíproco vem reforçar a actuação das políticas de protecção ambiental que obtiveram o seu expoente máximo no final do século XX e início do século XXI.
O consumo exagerado de recursos ambientes envolvidos na produção e distribuição de produtos novos é reduzido através da permuta de bens e serviços. O desenvolvimento do mercado global das permutas diminui o desperdício, e actua como contraponto para uma economia descartável.
A utilização de plataformas informáticas que promovem as permutas constituem uma alternativa mais verde para o comércio.

## Implicações fiscais
Nos Estados Unidos, as empresas de gestão de permutas empresariais são taxadas pelo IRS, e a grande maioria das transacções realizadas pelas empresas são reportadas através de um procedimento específico (1099-b). O procedimento fiscal obrigatório para estas empresas foi estipulado pelo "Tax Equity & Fair Responsibility Act" em 1982. 
De acordo com o IRS, "o preço de mercado dos bens e serviços permutados tem de ser incluído no rendimento de ambas as partes".
Noutros países, como em Portugal, não existem procedimentos específicos como nos Estados Unidos, pelo que o regime fiscal nas permutas é encarado da mesma forma que nas transacções em numerário.
Se uma aquisição por permuta gerou um rendimento, esse rendimento terá de liquidar o imposto apropriado; se uma permuta gerou uma perda, ou um custo, a mesma terá de ser declarada para efeitos contabilísticos e fiscais.